# 1932年レークプラシッドオリンピックのアイスホッケー競技
1932年レークプラシッドオリンピックのアイスホッケー競技（1932ねんレークプラシッドオリンピックのアイスホッケーきょうぎ）は、1932年2月4日から2月13日までの競技日程で実施された。なお、今大会は1932年アイスホッケー世界選手権も兼ねて行われた。

## 概要
4カ国のみが参加して行われた。競技では4カ国がそれぞれ2度試合をする総当りのリーグ戦を優勝チームを決定した。

## 競技結果

### 決勝ラウンド
| 2月4日  | カナダ         | 2-1 (0-0), (1-0), (0-1) 延長 (0-0), (1-0)        | アメリカ合衆国 |
| 2月4日  | ドイツ         | 2-1 (0-0), (1-1), (1-0)                          | ポーランド     |
| 2月5日  | アメリカ合衆国 | 4-1 (1-0), (2-0), (1-1)                          | ポーランド     |
| 2月6日  | カナダ         | 4-1 (2-0), (2-0), (0-1)                          | ドイツ         |
| 2月7日  | カナダ         | 9-0 (2-0), (5-0), (2-0)                          | ポーランド     |
| 2月7日  | アメリカ合衆国 | 7-0 (3-0), (2-0), (2-0)                          | ドイツ         |
| 2月8日  | アメリカ合衆国 | 5-0 (1-0), (1-0), (3-0)                          | ポーランド     |
| 2月8日  | カナダ         | 5-0 (2-0), (1-0), (2-0)                          | ドイツ         |
| 2月9日  | カナダ         | 10-0 (5-0), (1-0), (4-0)                         | ポーランド     |
| 2月10日 | アメリカ合衆国 | 8-0 (2-0), (2-0), (4-0)                          | ドイツ         |
| 2月13日 | ドイツ         | 4-1 (0-0), (2-1), (2-0)                          | ポーランド     |
| 2月13日 | カナダ         | 2-2 (1-1), (0-1), (1-0) 延長 (0-0), (0-0), (0-0) | アメリカ合衆国 |

| 順位 | 国・地域       | 試合 | 勝 | 敗 | 分 | 得点 | 失点 | 差  | 勝点 |
| ---- | -------------- | ---- | -- | -- | -- | ---- | ---- | --- | ---- |
| 1    | カナダ         | 6    | 5  | 0  | 1  | 32   | 4    | +28 | 11   |
| 2    | アメリカ合衆国 | 6    | 4  | 1  | 1  | 27   | 5    | +22 | 9    |
| 3    | ドイツ         | 6    | 2  | 4  | 0  | 7    | 26   | -19 | 4    |
| 4    | ポーランド     | 6    | 0  | 6  | 0  | 3    | 34   | -31 | 0    |

### 最終順位
| 順位 | 国・地域       |
| ---- | -------------- |
| 1    | カナダ         |
| 2    | アメリカ合衆国 |
| 3    | ドイツ         |
| 4    | ポーランド     |